# Areler Land

Flagge des Areler Landes

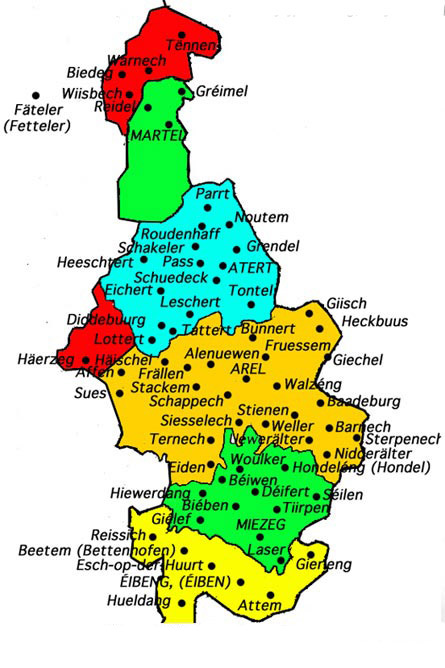
Karte des Areler Landes mit moselfränkischen (luxemburgischen) Ortsnamen

Als Areler Land (luxemburgisch Arelerland, französisch Pays d’Arlon), manchmal noch Altbelgien-Süd genannt, wird eine mehrsprachige Grenzregion im Südosten Belgiens in der Provinz Luxemburg bezeichnet. Sie grenzt an das Großherzogtum Luxemburg und gehört offiziell zur Französischen Gemeinschaft Belgiens, in der Region wurde jedoch von alters her auch Luxemburgisch gesprochen.

## Abgrenzung
Im engeren Sinne besteht das Areler Land seit der belgischen Gebietsreform 1977 aus fünf Gemeinden:
| amtlicher Name (französisch) | luxemburgischer Name | deutscher Name |
| ---------------------------- | -------------------- | -------------- |
| Arlon                        | Arel                 | Arel           |
| Attert                       | Atert                | Attert         |
| Aubange                      | Éibeng               | Ibingen        |
| Martelange                   | Maartel              | Martelingen    |
| Messancy                     | Miezeg               | Metzig         |

Insgesamt haben diese fünf Gemeinden rund 60.000 Einwohner. Daneben gehören auch der Ortsteil Herzig (französisch Hachy, luxemburgisch Häerzeg) der sonst französischsprachigen Gemeinde Habay als westlichster Ort mit deutscher Mundart (Luxemburger Wörterbuch, Band 2) und der Ortsteil Tintingen (französisch Tintange, luxemburgisch Tënnen) der sonst französischsprachigen Gemeinde Fauvillers traditionell zum deutschen (oder genauer zum moselfränkisch-luxemburgischen) Sprachgebiet.

## Geschichte

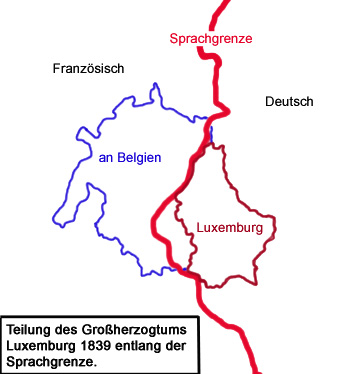
Karte der Teilung Luxemburgs

Das Areler Land gehört bereits seit 1830 zu Belgien. Es wird daher – im Gegensatz zu dem früher Neubelgien genannten Gebiet um Eupen, Sankt Vith und Malmedy, das erst 1919/20 zu Belgien kam – zuweilen als Altbelgien-Süd bezeichnet. Die ebenfalls seit 1830 zu Belgien gehörenden plattdeutschen Gemeinden weiter nördlich werden nach diesem Ansatz als Altbelgien-Nord definiert. (Die Bezeichnungen Altbelgien-Nord und -Süd sowie Neubelgien beschränken sich auf Gebiete, in denen deutsche Mundarten gesprochen wurden. Das belgische Kernland wurde nie mit diesen Begriffen bezeichnet, die heute nur noch selten Verwendung finden.) 
Bei der Teilung Luxemburgs 1839, die überwiegend entlang der deutsch-französischen Sprachgrenze verlief, fiel das Areler Land trotz seiner deutschsprachigen Bevölkerung an Belgien. Das lag zum einen am Fehlen einer größeren Stadt auf belgischer Seite, die die Funktion einer Verwaltungshauptstadt in der neuen belgischen Provinz Luxemburg hätte ausfüllen können, und zum anderen an Frankreichs Anspruch, die strategisch wichtige Straße vom französischen Longwy über Arel/Arlon und Bastogne (Bastnach) nach Lüttich respektive Brüssel dem neutralen belgischen Staat zuzuschlagen und nicht dem Großherzogtum Luxemburg, das weiterhin zum Deutschen Bund gehörte (bis 1866). Danach wurde das Französische als Verwaltungssprache eingeführt, und in Arlon wurden französischsprachige Arbeiter aus anderen Teilen Belgiens angesiedelt. Der Schulunterricht fand zunehmend auf Französisch statt; in der Stadt Arlon wurde er ab 1870 ausschließlich auf Französisch gehalten, in den Schulen auf dem Land hielt sich die deutsche Sprache noch bis zum Ersten Weltkrieg. Um dem Verfall der deutschen Sprache entgegenzuwirken, gründete zunächst der Historiker Godefroid Kurth im Jahr 1893 in Arlon den „Verein zur Pflege und Hebung der deutschen Muttersprache im deutschsprachigen Belgien“ und schließlich im Jahr 1905 der Germanist Heinrich Bischoff den „Deutschen Verein für die Provinz Lüttich“ mit Sitz in Montzen sowie die Schiller-Gesellschaft in Lüttich.

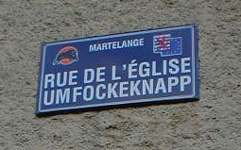
Zweisprachiges Straßenschild in Martelange

Infolge des Einmarschs deutscher Truppen 1914 erwachten starke antideutsche Gefühle. Als Zeichen des belgischen Patriotismus wurde nach dem Krieg das Deutsche im öffentlichen Bereich weitgehend durch das Französische ersetzt. Im privaten Bereich jedoch hielt sich die traditionelle Mundart vorerst noch. Erneut versuchte Bischoff zusammen mit dem sozialistischen Abgeordneten Marc Somerhausen (1899–1992) und dem Pfarrer Frédéric Schaul im Jahr 1931 durch die Gründung des „Bundes der Deutsch-Belgier“ im Grenzort Tintingen, der sich als Nachfolgeorganisation des im Ersten Weltkrieg aufgelösten „Vereins zur Pflege und Hebung der deutschen Muttersprache im deutschsprachigen Belgien“ sah, die deutsche Sprache wiederzubeleben und sie im Schulunterricht wieder als Hauptsprache zu etablieren. Da jedoch die Bevölkerung in diesen Gemeinden in ihrer belgisch-nationalen Einstellung gefestigt war und zudem durch die beginnenden nationalistischen Strömungen in Deutschland teilweise abgeschreckt wurde, stieß der von Bischoff gegründete Bund bereits ab 1933 auf zunehmende Inakzeptanz und wurde später bedeutungslos.
Dennoch versuchten im Zweiten Weltkrieg die deutschen Besatzer, Deutsch als einzige Amts- und Schulsprache im Areler Land einzuführen. Nach Kriegsende waren eine starke Antipathie gegen das Deutsche und seine konsequente Verdrängung durch das Französische die Folge. Viele Bürger des Gebiets wechselten auch im privaten Bereich immer öfter zum Französischen. 1948 wurde der Deutschunterricht in den Grundschulen des Areler Landes abgeschafft und Französisch als einzige Kirchensprache eingeführt. 1963 wurde das Areler Land durch die Festlegung der Sprachgrenzen ohne sprachliche Minderheitenrechte (Fazilitäten) dem frankophonen Sprachgebiet zugeteilt.

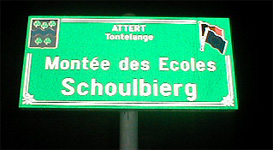
Zweisprachiges Straßenschild in Attert

Nachdem im Großherzogtum Luxemburg, ebenfalls als Reaktion auf die deutsche Besatzung, begonnen worden war, das Luxemburgische zur Standardsprache auszubauen, wurde im Areler Land 1976 der Verein ALAS (Areler Land a Sprooch) gegründet. Dieser strebt die Anerkennung des Luxemburgischen als zweite Amts- und Schulsprache des Gebietes an. 1990 erkannte die Französische Gemeinschaft Belgiens alle neben Französisch auf ihrem Gebiet gesprochenen Sprachen und Dialekte als Minderheitensprachen an. Seither sind im Areler Land viele Straßen- und Ortsschilder zweisprachig (Französisch und Luxemburgisch) beschriftet. In Messancy wurde 1992 ein zweisprachiger Kindergarten eingerichtet, doch gibt es keine Fazilitäten, die den Gebrauch der Minderheitensprache regeln; weiterhin ist Französisch die alleinige Amts- und Schulsprache im Areler Land.
Mittlerweile ist der größere Teil der Bevölkerung in und um Arlon auch im privaten Bereich ausschließlich französischsprachig. Da es vor Ort nicht genug Arbeitsplätze gibt, arbeiten viele Bewohner des Gebietes im Großherzogtum Luxemburg, und so hat die Bedeutung des Luxemburgischen für die Bevölkerung des Areler Landes in den letzten Jahren zugenommen. Dennoch wird der Anteil der Deutsch- bzw. Luxemburgischsprachigen im Areler Land als niedriger eingestuft als der Anteil der germanischsprachigen Bevölkerung in den plattdeutschen Gemeinden der Provinz Lüttich, die jedoch zu den mit Minderheitenrechten ausgestatteten Fazilitäten-Gemeinden zählen. Zur Deutschsprachigen Gemeinschaft (DG) in der Provinz Lüttich gehören nur Gebiete, deren Bevölkerung mehrheitlich deutschsprachig ist.